# Geographische Analytik
Geographische Analytik oder Geographic Analytics ist ein analytischer Ansatz des strategischen Managements und der Datenanalytik, um geographische Entscheidungen (Standortentscheidungen, regionale Aktivitäten) effizient treffen zu können, wie zum Beispiel die Standortwahl eines neuen Lagers oder die Festlegung einer Marketingkampagne auf eine bestimmte Region. Hierbei werden Daten, Informationen und Rahmenbedingungen auf Landkarten visualisiert, um hieraus Handlungsempfehlungen abzuleiten.
Im Vergleich zu Geografischen Informationssystemen (GIS), welche vor allem auf die Repräsentation von Information auf Landkarten abzielen (deskriptive Analytik), fokussiert die Geographische Analytik zusätzlich auf die Entscheidungsfindung anhand der Datenvisualisierung auf der Landkarte (präskriptive Analytik).

## Hintergrund
Rein mathematische Ansätze, die in der Datenanalytik zur Unterstützung von Managemententscheidungen eingesetzt werden, haben oftmals den Nachteil, dass sie umfangreiche Daten benötigen. Dies ist in der Regel mit einem großen Aufwand im Hinblick auf Datenbereitstellung, Datenreinigung und Dateninterpretation verbunden. Weiterhin können in der Praxis schwer greifbare Rahmenbedingungen auftreten, welche die theoretisch optimale Lösung unpraktikabel machen.
- Beispiel [Logistik]: Wenn der optimale Standort für einen Lagerstandort in einem logistischen Netzwerk ermittelt werden soll, kommen geographische Schwerpunktmodelle (sogenannte Center-of-Gravity-Analysen) zum Einsatz. Um die Gesamtkosten zu minimieren, nutzen diese Modelle Transportvolumendaten, Kundenlokationen, Kostendaten usw., um den optimalen Standort zu ermitteln. Es treten allerdings häufig Rahmenbedingungen auf, welche sich nicht oder nur schlecht von vorneherein mathematisch formulieren lassen: regulatorische Hemmnisse, Verkehrsinfrastruktur, Grenzen und weitere physikalische Rahmenbedingungen.

In der Praxis werden solche Rahmenbedingungen oftmals erst am Ende der Datenanalyse erkannt. Die Rahmenbedingungen müssen dann im Modell berücksichtigt werden und das Modell neu berechnet werden. Im schlimmsten Fall muss ein komplett neuer Ansatz zur Analyse gewählt werden. Dies verzögert den Entscheidungsfindungsprozess und ist in der Regel mit einem hohen Aufwand verbunden.

## Anwendung und Zielsetzung
Bei der Geographischen Analytik steht am Anfang der Datenanalyse die Visualisierung wesentlicher Grunddaten auf einer Landkarte. Durch Einbindung von Fachexperten wird versucht, anhand der Visualisierung wesentliche Rahmenbedingungen und Fokuspunkte der betrachteten Fragestellung herauszuarbeiten.
Im Ergebnis wird der Lösungsraum, also die Anzahl der möglichen Lösungen der Datenanalyse, eingeschränkt. Zusätzlich werden Rahmenbedingungen, aber auch Datenfehler bereits im Anfangsstadium der Analyse erkannt. Erst im Anschluss kommen traditionelle Datenanalysemethoden zum Einsatz, um die optimale Lösung zu ermitteln.
Durch den Ansatz der Geographischen Analytik werden weniger Daten zur Gesamtanalyse benötigt, und der Zeitaufwand wird erheblich reduziert. Außerdem werden impraktikable oder fehlerhafte Lösungen bereits vor der rein datenbasierten Analyse identifiziert und ausgeschlossen.

## Anwendungsbereiche
Geographische Analytik wird im Rahmen von Datenanalysen zur Unterstützung von Managemententscheidungen eingesetzt, die eine geographische Komponente enthalten, zum Beispiel Standortentscheidungen, Marketingkampagnen, Platzierung von Service- oder Kundencentern etc.
Beispielindustrien:
- Logistik / Supply Chain Management

Beispiel: Planung des Standorts eines Distributionszentrums, um die Logistikkosten bei der Distribution der Produkte an Kunden minimal zu halten
- Einzelhandel

Beispiel: Eröffnung eines neuen Ladens an einer strategisch günstigen Lokation für Pendler
- Öl- und Gasindustrie

Beispiel: Planung der Standorte von Testbohrlöchern, um mit möglichst geringen Kosten ein neues Ölfeld zu erschließen
Beispiel Querschnittsbereiche:
- Marketing

Beispiel: Entwicklung einer regionalen Marketingkampagne für ein neues Produkt
- Infrastruktur

Beispiel: Verkehrsplanung / Planung von Verkehrserweiterungen in einer Großstadt, um Stauzeiten zu verringern
- Dienstleistungen

Beispiel: Planung der Platzierung von Bankautomaten, um einen möglichst hohen Abdeckungsgrad in einer Region zu erreichen.

## Begriffsentstehung
Der Begriff und die Methodik von Geographic Analytics wurden erstmals 2013 von Jozo Acksteiner und Claudia Trautmann im Supply Chain Management Review Magazine beschrieben.